# Vidovec
Vidovec  è un comune della Croazia di 5 539 abitanti della regione di Varaždin.